# Сингаєвський Ростислав Ігорович
Ростисла́в І́горович Сингає́вський — старший лейтенант підрозділу Збройних Сил України, учасник російсько-української війни, який загинув під час російського вторгнення в Україну.

## Життєпис
У період російського вторгнення в Україну "за особисту мужність і самовіддані дії, виявлені у захисті державного суверенітету та територіальної цілісності України, вірність військовій присязі" 2 квітня 2022 року нагороджений орденом «За мужність» III ступеня.

## Нагороди
- орден «Богдана Хмельницького III ступеня (2022, посмертно) — за особисту мужність і самовіддані дії, виявлені у захисті державного суверенітету та територіальної цілісності України, вірність військовій присязі;
- орден «За мужність» III ступеня (2022) — за особисту мужність і самовіддані дії, виявлені у захисті державного суверенітету та територіальної цілісності України, вірність військовій присязі.